# Temperatura de autoignición
Se denomina temperatura de autoignición o temperatura de autoinflamación a la temperatura mínima, a presión de una atmósfera (1013 hPa), a la que un combustible (sólido, líquido o gas) en contacto con el aire, arde espontáneamente sin necesidad de una fuente de calor exterior. A esta temperatura se alcanza la energía de activación suficiente para que se inicie la reacción de combustión. 
Este parámetro recibe también el nombre de temperatura de autoencendido, temperatura de ignición espontánea o autógena. 

## Punto de autoignición
El punto de autoignición o punto de autoinflamación es una característica de un material inflamable (combustible) que define las condiciones (temperatura, presión, tipo de atmósfera) en que se inicia una reacción en cadena de oxidación violenta y el proceso de combustión continua sin intervención de una fuente externa de calor.
La diferencia entre punto de autoignición y temperatura de autoignición es que la temperatura puede variar ante la presencia de catalizadores como polvo de óxido de hierro, en atmósferas ricas en oxígeno y ante presiones elevadas. El punto define no solo la temperatura, sino las condiciones del entorno, y cuando se habla de temperatura, se presupone que estas son las normales.

## Proceso químico
Cuando una sustancia combustible, en contacto con el aire, se oxida espontáneamente, aumenta su temperatura, puesto que la reacción de oxidación es exotérmica. Si la disipación del calor es difícil, por cualquier circunstancia, conforme aumenta la temperatura se oxida más rápidamente, y desprende calor más deprisa, hasta que en cierto momento, el calor desprendido hace que la temperatura llegue a un punto en el que se produce la ignición (oxidación violenta) y desde ese momento se mantiene la combustión por sí sola. La temperatura alcanzada se llama temperatura de autoignición. 
Se puede producir la autoignición con cierta probabilidad en materias combustibles sólidas (carbón, biomasa, algodón,...), almacenadas en gran cantidad. Efectivamente, en el interior de las pilas o montones almacenados, el calor desprendido por la oxidación no tiene facilidad para disiparse, por lo que la temperatura aumenta y aumenta la oxidación, hasta que la temperatura llega a la de autoignición. De ahí que las normativas sobre almacenamiento de combustibles sólidos se disponga que tiene que haber un grifo con manguera para regar las pilas, evitando el recalentamiento.
Es conveniente asegurarse de no confundir con el punto de ignición o inflamación, especialmente si no se dispone de ambos valores determinados por ensayo o por tablas. En caso de no disponer de ellos se observará que la temperatura de autoignición tiene unos valores en general superiores a la de inflamación y para una mayoría de compuestos se encuentra entre 200 y 700 °C.

## Algunas temperaturas de autoignición
| Sustancia      | Temperatura |
| -------------- | ----------- |
| Fósforo blanco | 34 °C       |
| Éter           | 160 °C      |
| Papel          | 233 °C      |
| Gasóleo        | 257 °C      |
| Butano         | 287 °C      |
| Acetileno      | 305 °C      |
| Aceite vegetal | 450 °C      |
| Magnesio       | 473 °C      |
| Benceno        | 555 °C      |
| Hidrógeno      | 571 °C      |

## Variaciones en la temperatura de autoignición
La temperatura de autoignición de hidrocarburos en aire disminuye al aumentar su masa molecular. Así por ejemplo:
| Sustancia | Masa molecular | Temperatura |
| --------- | -------------- | ----------- |
| Metano    | 16 g/mol       | 537 °C      |
| n-butano  | 58 g/mol       | 405 °C      |
| n-decano  | 142 g/mol      | 208 °C      |

La temperatura de autoignición de hidrocarburos en aire disminuye al aumentar el tamaño del recipiente.
Temperaturas de autoignición del tolueno y del metanol
| Sustancia | Capacidad del recipiente | Temperatura |
| --------- | ------------------------ | ----------- |
| tolueno   | 0,05 L                   | 580 °C      |
| tolueno   | 15 L                     | 480 °C      |
| metanol   | 0,05 L                   | 475 °C      |
| metanol   | 15 L                     | 375 °C      |